# Bouze-lès-Beaune
Bouze-lès-Beaune ist eine französische Gemeinde mit 306 Einwohnern (Stand 1. Januar 2022) im Département Côte-d’Or in der Region Bourgogne-Franche-Comté. Sie gehört zum Arrondissement Beaune und zum Kanton Ladoix-Serrigny. 
Sie grenzt im Nordwesten an Bessey-en-Chaume, im Norden an Savigny-lès-Beaune, im Osten an Beaune, im Südosten an Pommard, im Südwesten an Nantoux und im Westen an Mavilly-Mandelot. 

## Bevölkerungsentwicklung
| Jahr                       | 1962 | 1968 | 1975 | 1982 | 1990 | 1999 | 2008 | 2015 |
| -------------------------- | ---- | ---- | ---- | ---- | ---- | ---- | ---- | ---- |
| Einwohner                  | 179  | 190  | 185  | 218  | 247  | 261  | 328  | 316  |
| Quellen: Cassini und INSEE |      |      |      |      |      |      |      |      |

## Weinbau
Die Reben in Bouze-lès-Beaune liegen im Weinbaugebiet Bourgogne, einige Lagen in den Appellationen Bourgogne Grand Ordinaire und Bourgogne Passetoutgrain beteiligt. Bouze-lès-Beaune ist eine der zugelassenen Gemeinden für die Produktion des Crémant de Bourgogne.